# 6-дюймовая осадная пушка образца 1904 года
6-дюймовая осадная пушка образца 1904 года — русское тяжёлое осадное артиллерийское орудие калибра 152,4 мм. Оно активно использовалось в Первой мировой войне, гражданской войне в России и в других вооружённых конфликтах начала XX века с участием стран из бывшей Российской империи (Советский Союз, Польша, Финляндия и т. д.) Масса ствола пушки составляла 200 пудов (3200 кг). Такие орудия выпускались Пермским орудийным заводом. Всего было выпущено около 200 таких орудий. После Гражданской войны орудие было оставлено на вооружении Красной Армии (РККА), но уже в начале 1930-х годов началась его постепенная замена на 152-мм пушки образца 1910/30 и 1910/34 годов. После принятия на вооружение 152-мм гаубицы-пушки образца 1937 года (МЛ-20) пушки образца 1904 года были сняты с вооружения РККА, сведений о их боевом применении со стороны СССР во время Великой Отечественной войны не имеется. Однако в Финляндии 6-дюймовые пушки образца 1904 года, по всей видимости, приняли участие в боях на финской стороне — некоторое количество таких орудий осталось в Финляндии ещё со времён гражданской войны. В настоящее время 6-дюймовые пушки образца 1904 года экспонируются в артиллерийских музеях Хямеэнлинна и Суоменлинна (Свеаборг).

## Краткая тактико-техническая характеристика (ТТХ)
- Калибр, мм : 152,4
- Длина ствола, клб : 30
- Масса в боевом положении, кг : 5437
- Дульная скорость, м/с : 623
- Максимальная дальность стрельбы, км : 14,2
- Максимальный угол возвышения, градусов : 40,5
- Минимальный угол склонения, градусов : −3,5

## Изображения

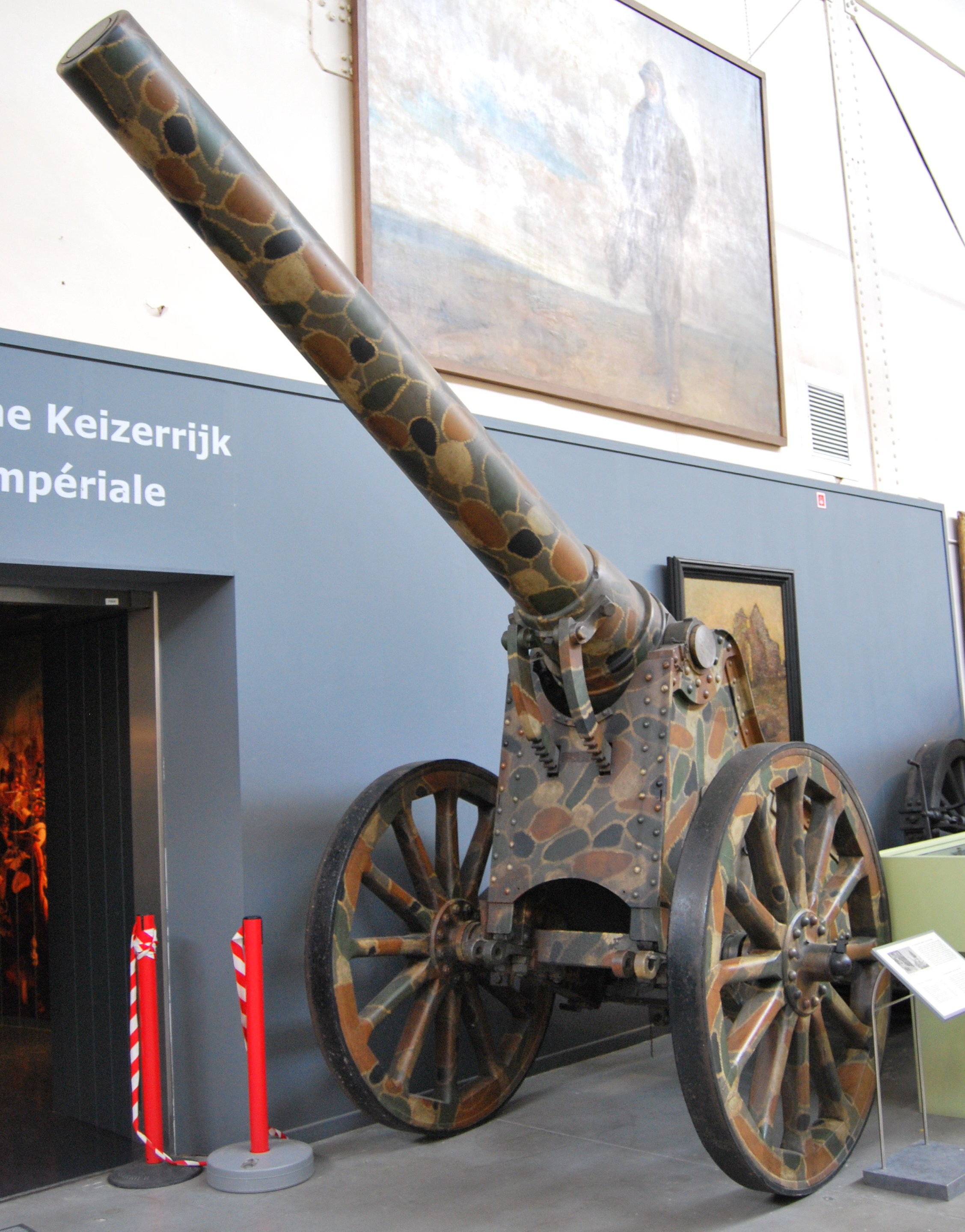
Вид спереди, военный музей в Брюсселе, Бельгия
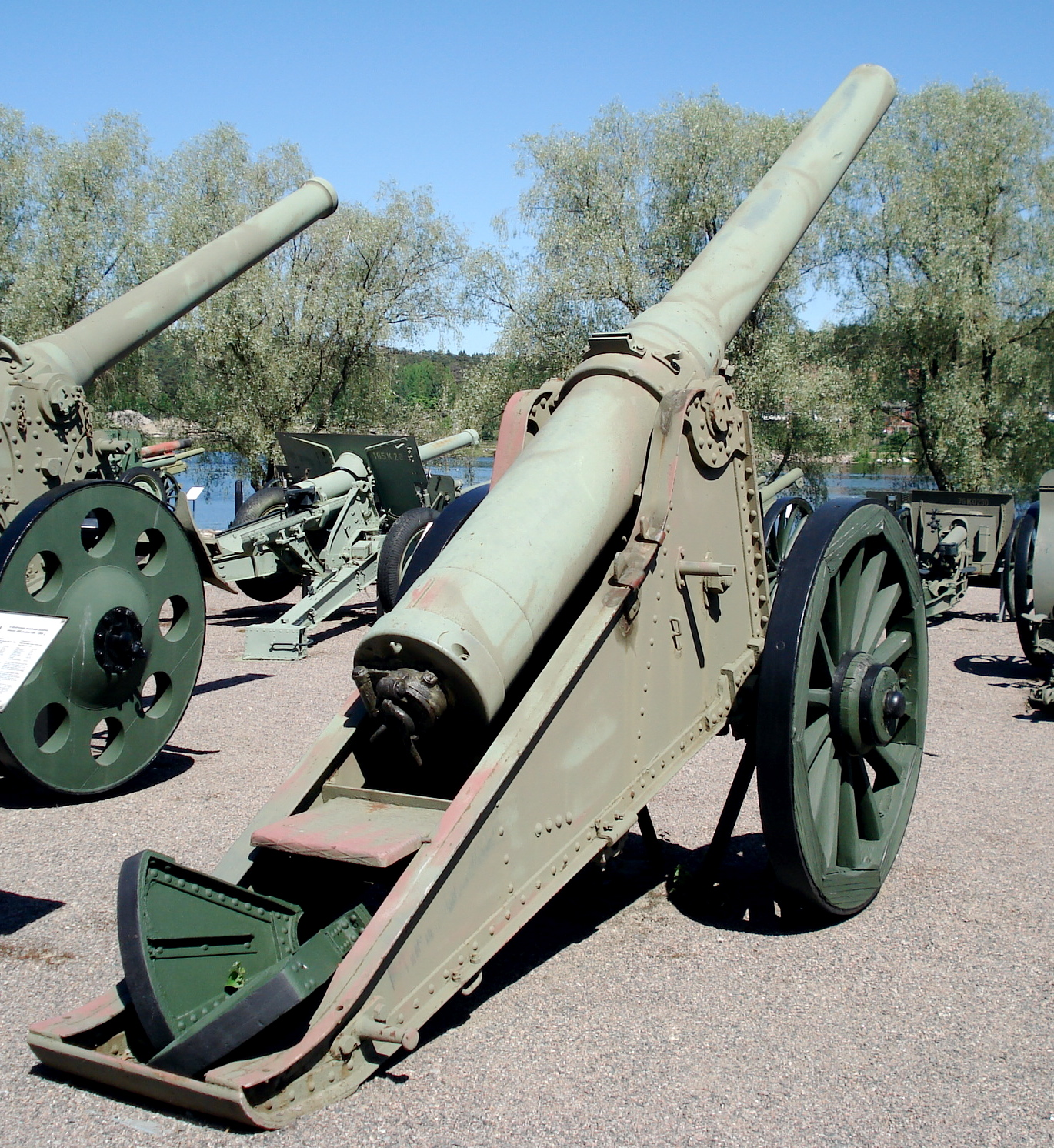
6-дюйм. осадная 200-пудовая пушка в финском артиллерийском музее Хямеэнлинна
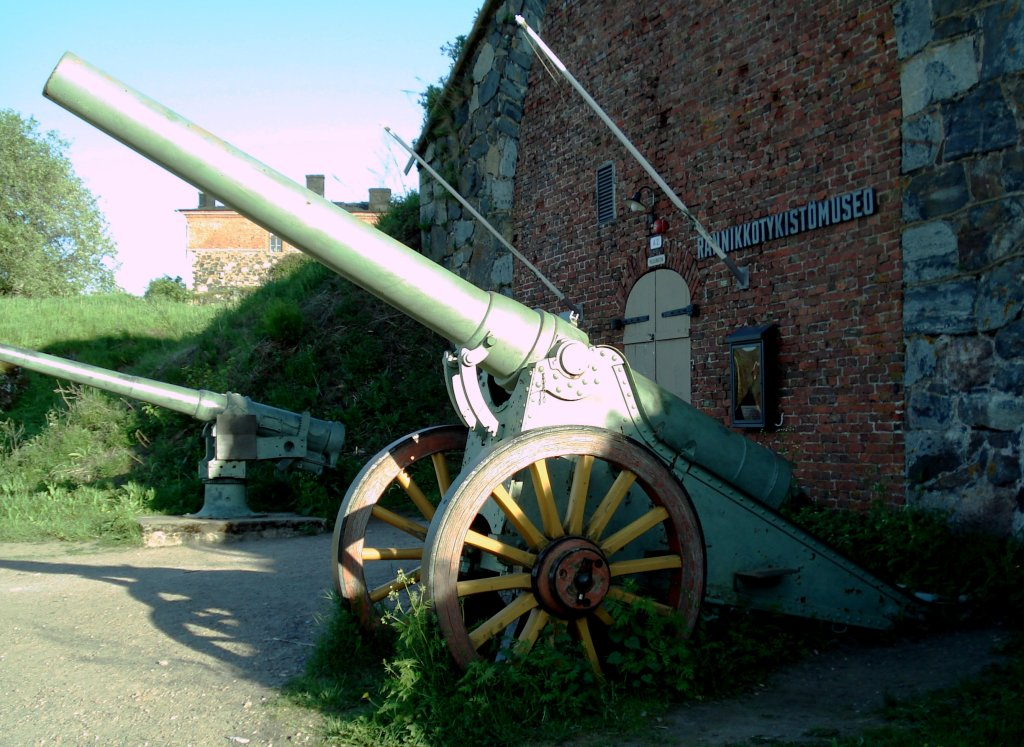
200-пудовая пушка обр. 1904 года в финском артиллерийском музее Суоменлинна
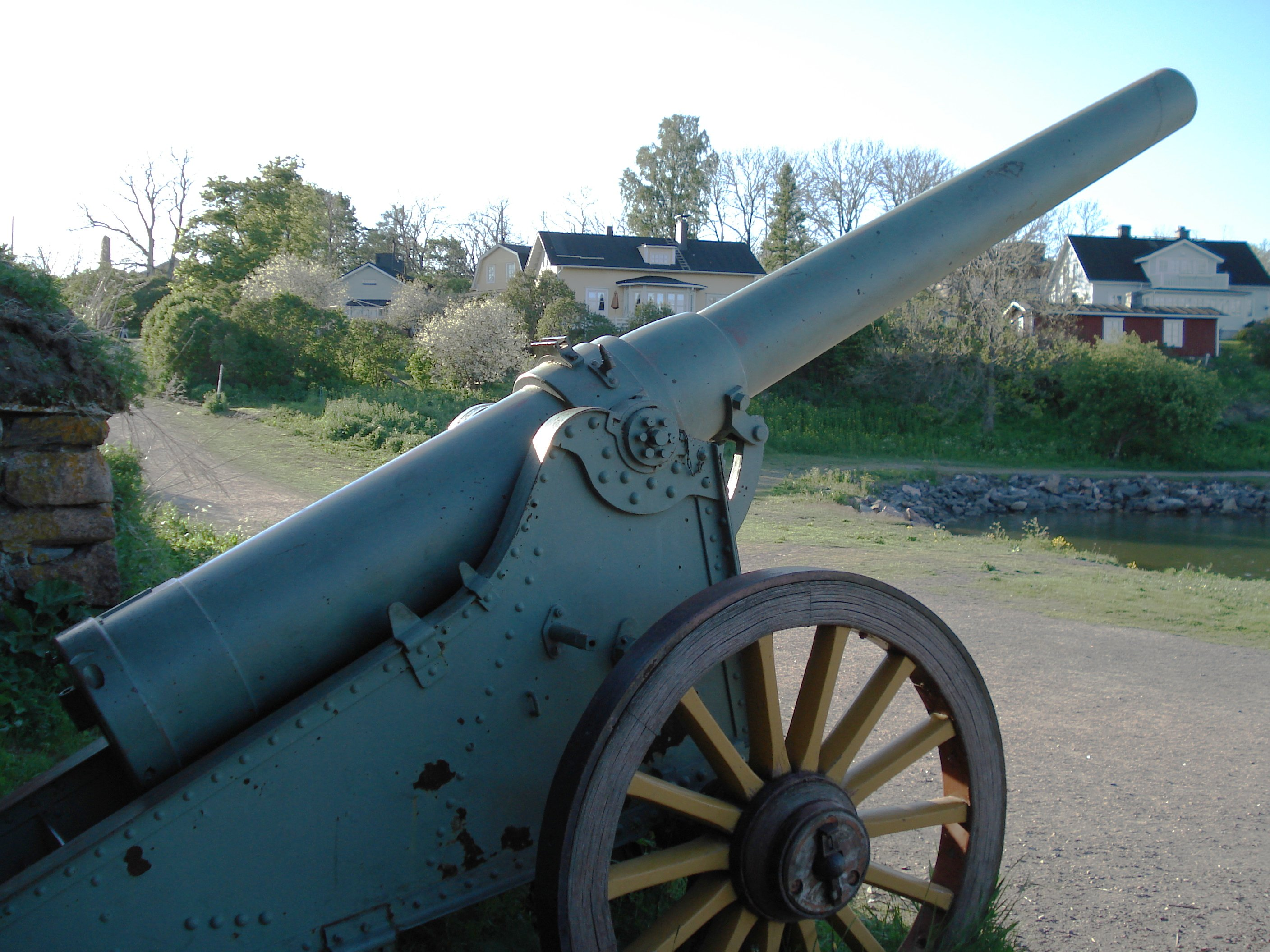
Она же
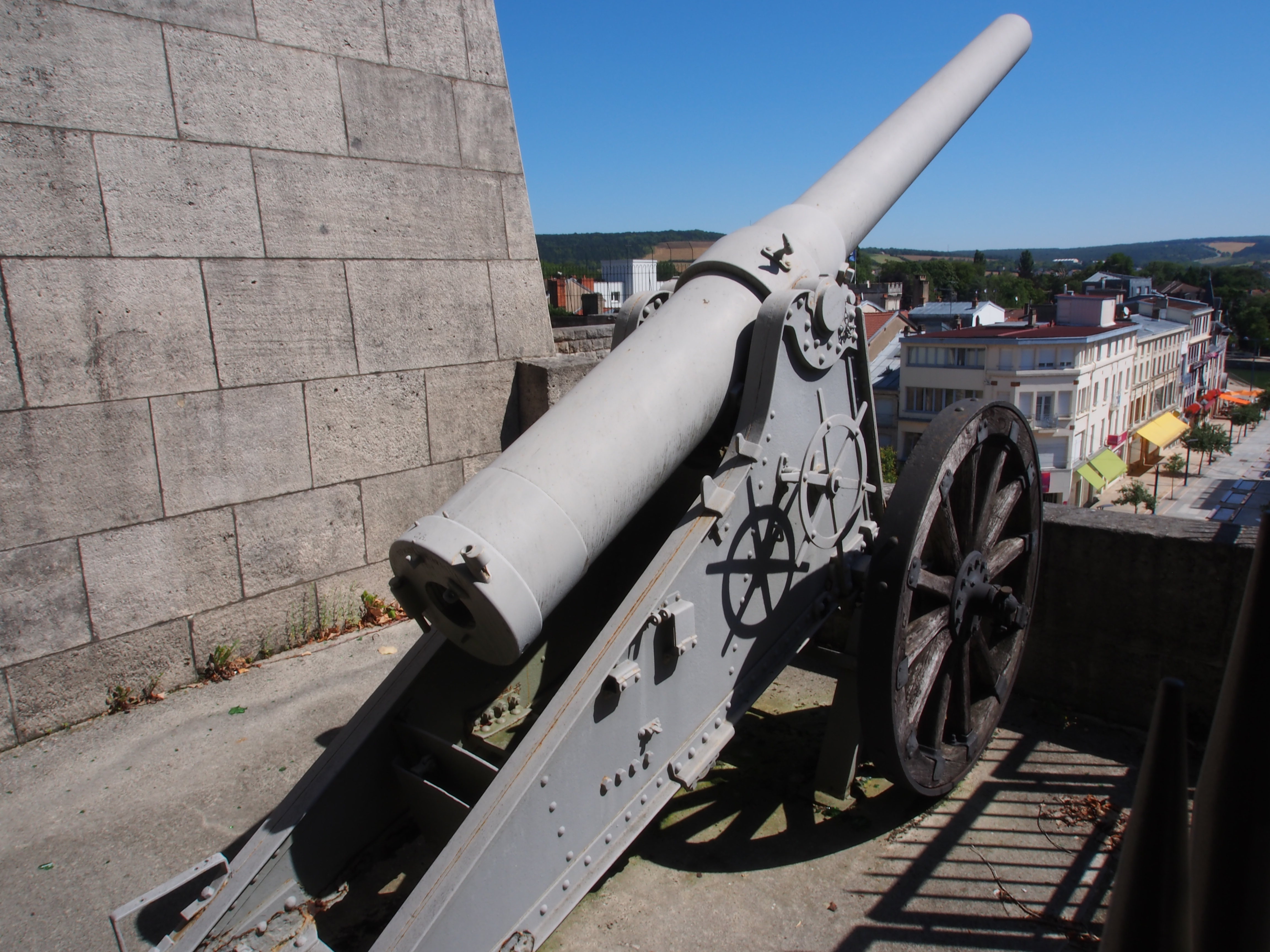
Орудие в Вердене, у Мемориала победы
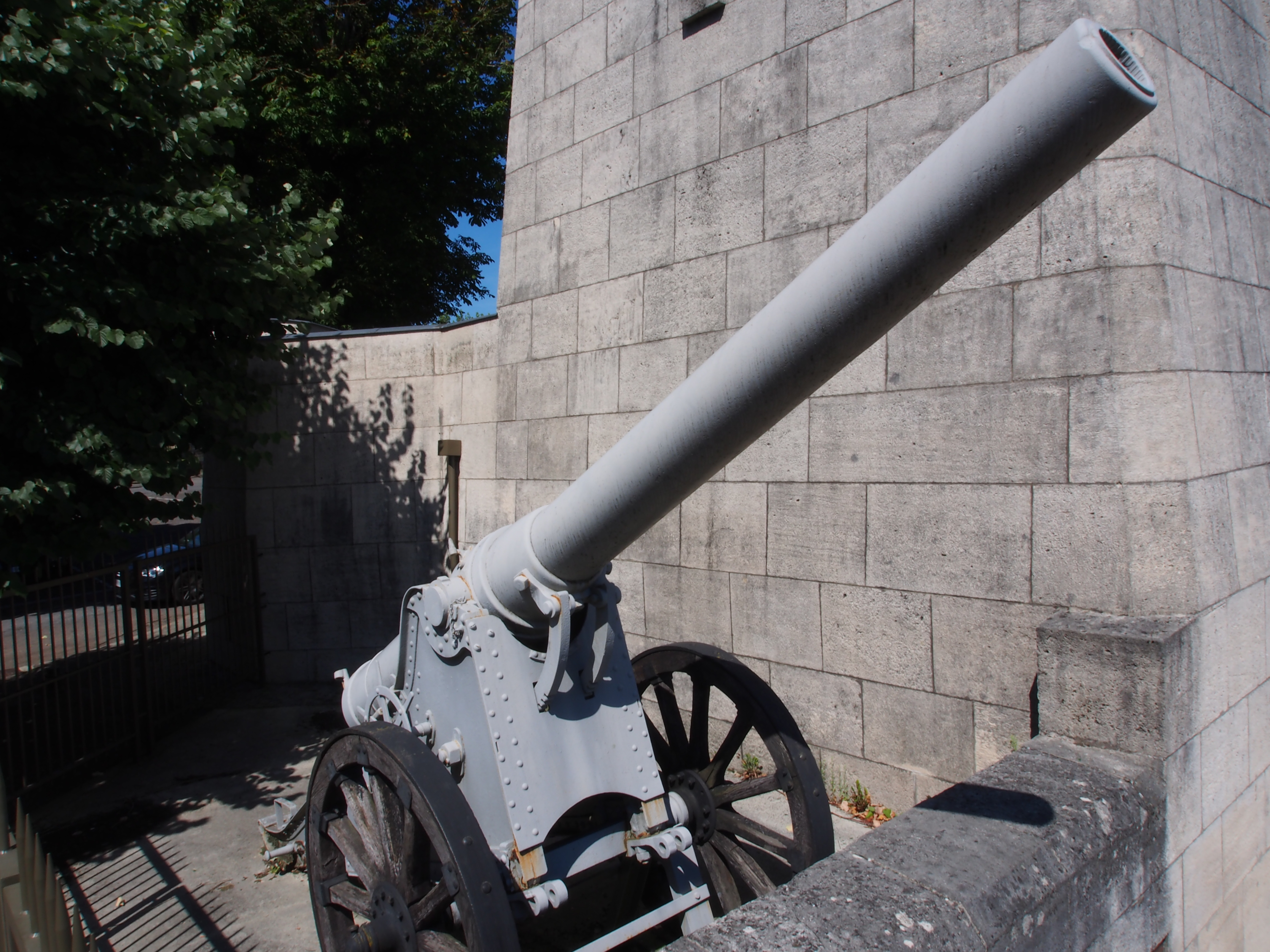
Оно же